# Channing (Texas)
Channing è un centro abitato degli Stati Uniti d'America situato nella contea di Hartley dello Stato del Texas.
La popolazione era di 363 persone al censimento del 2010.

## Storia
Channing fu fondata nel 1888 da George Channing Rivers, un ufficiale della Fort Worth and Denver City Railway. L'insediamento fu originariamente chiamato Rivers. Dal momento che esisteva un'altra comunità omonima in Texas, il nome fu cambiato in Channing nello stesso anno.

## Geografia fisica
Channing è situata a 35°41′01″N 102°19′55″W (35.683612, -102.331817), all'incrocio tra la U.S. Highway 385, la State Highway 354 e la FM 767 nel sud est della contea di Hartley, circa 30 miglia a sud di Dalhart.
Secondo lo United States Census Bureau, ha un'area totale di 0,3 miglia quadrate (2.6 km²).

## Società

### Evoluzione demografica
Secondo il censimento del 2000, c'erano 356 persone, 135 nuclei familiari e 103 famiglie residenti nella città. La densità di popolazione era di 357,9 persone per miglio quadrato (138,8/km²). C'erano 154 unità abitative a una densità media di 154,8 per miglio quadrato (60,1/km²). La composizione etnica della città era formata dal 94,94% di bianchi, l'1,12% di afroamericani, lo 0,56% di nativi americani, l'1,69% di altre razze, e l'1,69% di due o più etnie. Ispanici o latinos di qualunque razza erano il 7,02% della popolazione.
C'erano 135 nuclei familiari di cui il 38,5% aveva figli di età inferiore ai 18 anni, il 74,1% aveva coppie sposate conviventi, il 2,2% aveva un capofamiglia femmina senza marito, e il 23,0% erano non-famiglie. Il 23,0% di tutti i nuclei familiari erano individuali e l'11,9% aveva componenti con un'età di 65 anni o più che vivevano da soli. Il numero di componenti medio di un nucleo familiare era di 2,63 e quello di una famiglia era di 3,07.
La popolazione era composta dal 29,5% di persone sotto i 18 anni, il 4,8% di persone dai 18 ai 24 anni, il 27,5% di persone dai 25 ai 44 anni, il 22,8% di persone dai 45 ai 64 anni, e il 15,4% di persone di 65 anni o più. L'età media era di 40 anni. Per ogni 100 femmine c'erano 89,4 maschi. Per ogni 100 femmine dai 18 anni in giù, c'erano 93,1 maschi.
Il reddito medio di un nucleo familiare era di 34.167 dollari e quello di una famiglia era di 42.188 dollari. I maschi avevano un reddito medio di 29.250 dollari contro i 22.679 dollari delle femmine. Il reddito pro capite era di 16.824 dollari. Circa il 3,5% delle famiglie e il 5,5% della popolazione erano sotto la soglia di povertà, incluso il 5,6% di persone sotto i 18 anni e il 9,5% di persone di 65 anni o più.